# Sean Duffy
Sean Patrick Duffy (Hayward, Wisconsin, 3 de octubre de 1971) es un abogado, fiscal, político, comentarista y personalidad de televisión estadounidense. Miembro del Partido Republicano, es el secretario de Transporte de los Estados Unidos desde el 28 de enero de 2025 bajo la segunda presidencia de Donald Trump. Fue copresentador de The Bottom Line en Fox Business, así como colaborador de Fox News.
Entre 2011 y 2019 se desempeñó como representante de los Estados Unidos por el 7.º distrito congresional de Wisconsin. Fue fiscal del Distrito de Ashland de 2002 a 2010.
En noviembre de 2024, Donald Trump lo nombró como su candidato para secretario de Transporte en su segunda presidencia. Fue confirmado por el Senado el 28 de enero de 2025, con una votación de 77 a 22, y asumió el cargo ese mismo dia.

## Primeros años y educación
Duffy nació el 3 de octubre de 1971 en Hayward, Wisconsin, siendo el décimo de once hijos del matrimonio entre Carol Ann Yackel y Thomas Walter Duffy. Obtuvo un título en marketing de la Universidad Santa María de Minnesota y un título de abogado de la William Mitchell College of Law.
Duffy empezó a rodar troncos a los cinco años y a escalar a gran velocidad (subiendo postes de 60 y 90 pies) a los trece. Tiene dos títulos de escalada de velocidad.

## Carrera

### Televisión
En 1997, Duffy apareció en The Real World: Boston, la sexta temporada del reality show de MTV, y en Road Rules: All Stars en 1998, donde conoció a su futura esposa Rachel Campos. Duffy apareció más tarde en Real World/Road Rules Challenge: Battle of the Seasons, que se emitió en 2002. Ambos aparecieron en un segmento filmado en The Real World Awards Bash de 2008, mientras que Duffy se desempeñó como fiscal de distrito.
Duffy ha sido comentarista de ESPN en competiciones televisadas y en 2003 apareció como competidor y comentarista en Great Outdoor Games de ESPN. Fue nombrado Atleta Honorario de los Juegos de Invierno de 2004 de Badger State Games.
En diciembre de 2022, Duffy y Dagen McDowell fueron nombrados coanfitriones de The Bottom Line, un programa de Fox Business que se estrenó el 23 de enero de 2023.

### Política
Duffy, afiliado al Partido Republicano, fue designado fiscal de distrito del condado de Ashland en 2002, para suceder a Michael Gableman, por el gobernador Scott McCallum. Fue reelegido sin oposición en 2002, 2004, 2006 y 2008.
Duffy estuvo en la lista republicana de los 10 electores de Wisconsin para las elecciones presidenciales de 2008.
El 8 de julio de 2009, Duffy anunció su campaña para el Congreso en el 7.º distrito congresional de Wisconsin. Duffy fue considerado un perdedor en la carrera hasta mayo de 2010, cuando el representante demócrata en el cargo, Dave Obey, anunció que no buscaría la reelección. Después del anuncio de Obey, la senadora estatal demócrata Julie Lassa se unió a la carrera.
El 4 de junio de 2010, Duffy anunció su renuncia al cargo de fiscal de distrito del condado de Ashland para centrarse en la carrera por el Congreso. La renuncia se hizo efectiva tres semanas después y Duffy volvió a trabajar en el bufete de abogados de su padre. Ganó la carrera el 2 de noviembre de 2010, en una ola nacional de republicanos que fueron elegidos para el Congreso.
Distintas fuentes atribuyen su victoria a su ventaja de diez meses sobre la campaña de Lassa, su organización de base y recaudación de fondos, su experiencia como fiscal de distrito y el descontento de los votantes con la economía.
En 2011, Duffy votó para eliminar los requisitos de salario prevaleciente de la Ley Davis-Bacon para proyectos federales.
En marzo de 2011, Duffy asistió a una reunión pública republicana en el condado de Polk, al estilo de un cabildo abierto, en su distrito. En el vídeo, tras la aprobación de un proyecto de ley estatal que habría congelado de hecho los salarios de los empleados estatales, se le preguntó a Duffy si estaría dispuesto a recortar su propio salario de 174.000 dólares. Duffy respondió que solo estaría dispuesto a hacerlo como parte de una ronda general de recortes salariales para los empleados del gobierno, e insistió en que estaba «luchando» para salir adelante, a pesar de que su salario era casi tres veces superior al promedio de los residentes de Wisconsin.
El 22 de diciembre de 2011, Duffy y su compañero republicano en la Cámara de Representantes, Rick Crawford, publicaron una carta abierta al presidente John Boehner, instando al líder a permitir que la Cámara votara sobre el compromiso del Senado de extender por dos meses la reducción de impuestos.
En 2013, Duffy y el miembro demócrata de la Cámara, Michael Michaud, presentaron una resolución que solicitaba la acción del gobierno para garantizar que se proporcione a las personas información en papel junto con la electrónica.
Duffy formó parte del Panel de Investigación Selecto sobre Planned Parenthood.
En 2017, Duffy apoyó la orden ejecutiva 13769 del presidente Donald Trump para imponer una prohibición temporal de entrada a los Estados Unidos a los ciudadanos de siete países de mayoría musulmana. Afirmó que «el presidente Trump está cumpliendo una promesa de campaña de reevaluar nuestro proceso de verificación de visas para que el pueblo estadounidense esté a salvo del terrorismo».
En julio de 2018, Duffy dijo que Europa, China, Canadá y México habían cometido «terrorismo económico en cierta manera» al imponer aranceles de represalia a Estados Unidos en respuesta a los aranceles promulgados por la administración Trump.
Duffy renunció a su cargo a partir del 23 de septiembre de 2019 para cuidar de una hija recién nacida con un defecto cardíaco.

## Vida personal
Duffy es un devoto católico.
Duffy está casado con Rachel Campos-Duffy, una exparticipante de The Real World y personalidad de Fox News, a quien conoció cuando fueron coprotagonistas de Road Rules: All Stars. El matrimonio tiene 9 hijos; la menor de ellos, Valentina,  tiene Síndrome de Down.

## Resultados electorales

### Cámara de Representantes de los Estados Unidos
|  | 56.08 % |

|  | 59.28 % |

|  | 61.71 % |

|  | 60.12 % |